# Palacio Real de Olite

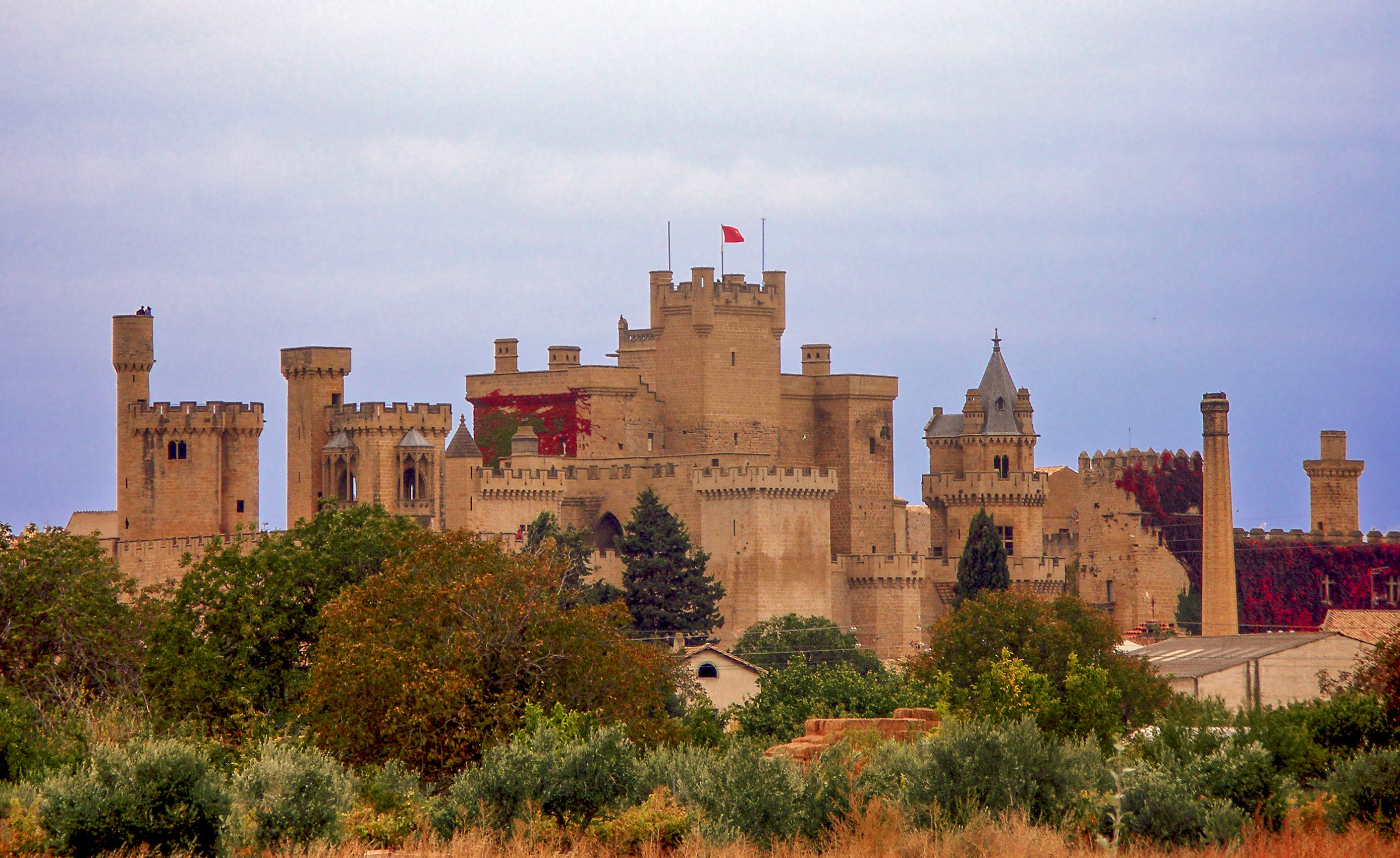
Mặt tiền phía nam của cung điện Olite.

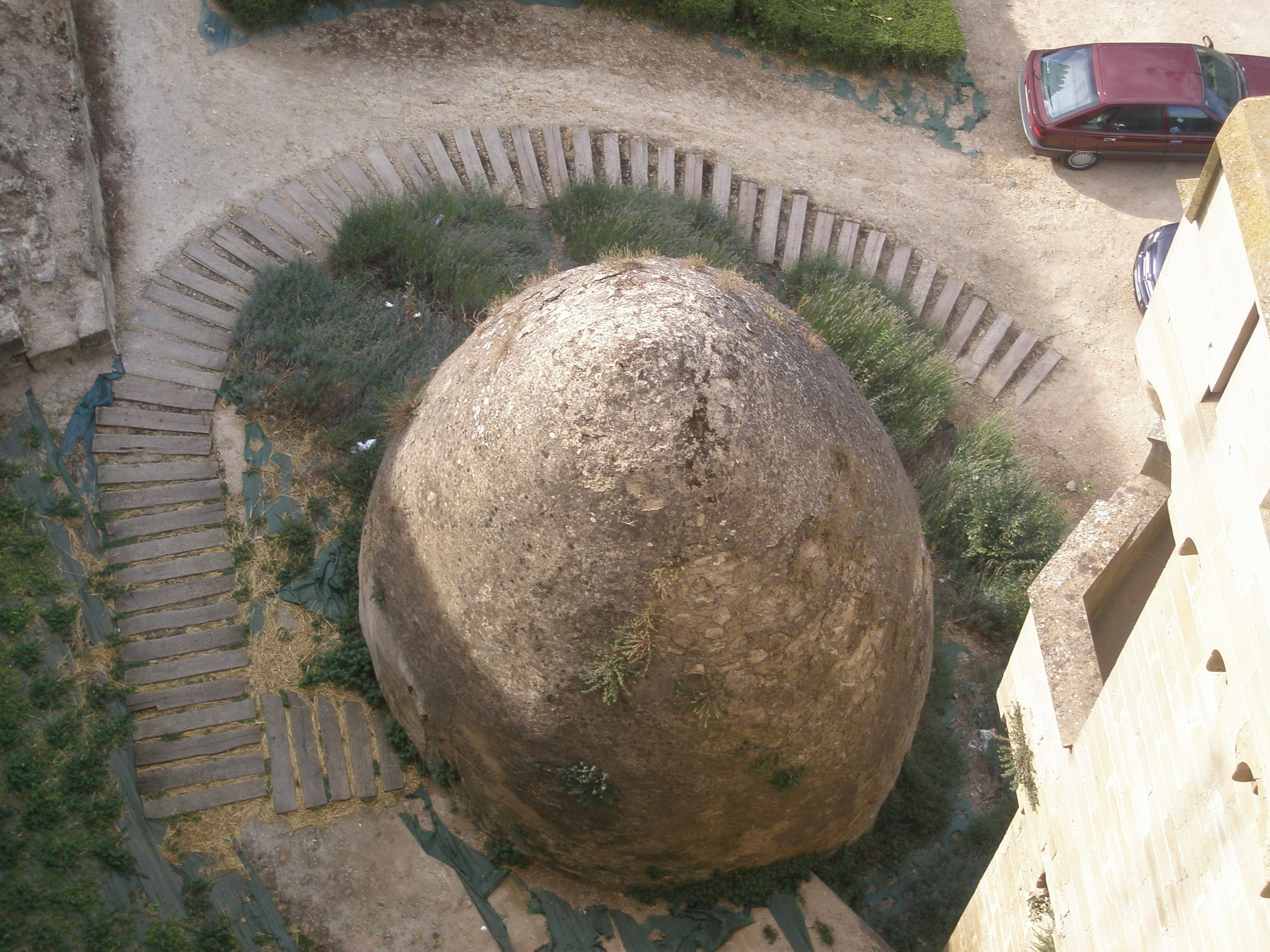
Quả trứng của lâu đài.

Palacio de los Reyes de Navarra de Olite ("Cung điện các vua Navarre của Olite") hay Castillo de Olite ("Castle of Olite") được xây trong suốt thế kỷ 13 và 14 ở thị trấn Olite, Navarra. Cung điện là trung tâm của Tòa án vương quốc Navarra, từ Triều đại Charles III của Navarra.